# Philip Kotler

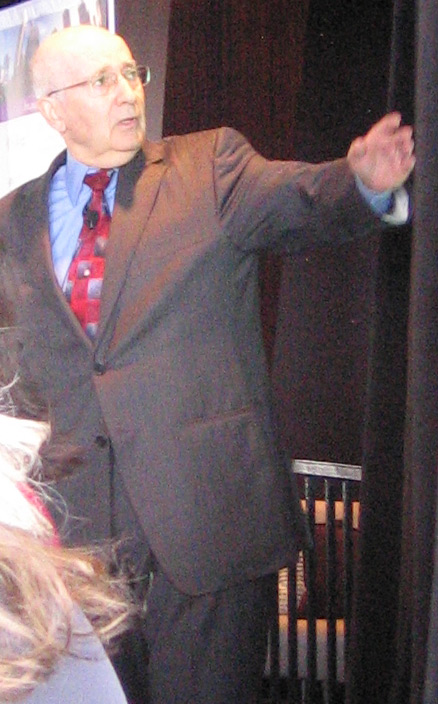
Philip Kotler tijdens een presentatie in juni 2007

Philip Kotler (Chicago, 27 mei 1931) is een Amerikaans professor in Internationale Marketing. Hij doceert Internationale marketing aan de J.L Kellogg Graduate School of Management aan de Northwestern University in Evanston/Chicago, Illinois.
In 1953 behaalde hij een Masters of Arts in economie aan de Universiteit van Chicago en promoveerde hij in 1956, eveneens in economie, aan Massachusetts Institute of Technology (MIT).
Kotler heeft verscheidene succesvolle lesboeken en meer dan 100 wetenschappelijke artikelen geschreven over marketing en marketingstrategie. Ook in Nederland gebruiken veel marketingopleidingen zijn boeken. Hij is de enige die drie maal de Alpha Kappa Psi award heeft gewonnen. Ook won hij een prijs voor het beste artikel van het jaar in de Journal of Marketing. In 1985 won hij twee belangrijke prijzen in één jaar, te weten de Distinguished Marketing Educator of the Year award, van de American Marketing Association, en de Philip Kotler Award for Excellence in Health Care Marketing.
Zijn invloed dankt Kotler zowel aan zijn lesboeken, die generaties marketingmanagers hebben gebruikt, maar ook door zijn bijdrage aan de wetenschap. Zo introduceerde hij in 1973 het begrip 'atmosfeer' in de winkelomgeving, om daarmee het belang van omgevingsfactoren te benadrukken.
Kotler's bijdrage aan de marketingwetenschap is echter niet geheel onomstreden. In 2002 stelde Byron Sharp op de academische marketing emaillijst ELMAR de vraag of Kotler ooit een op empirie gebaseerde ontdekking had gedaan. Kotler zelf antwoordde (vrij vertaald) "[...] Het leeuwendeel van mijn empirisch werk heb ik in consultingopdrachten gedaan waar ik marketingonderzoek zo opzette dat ze antwoord gaven op de vraag wat de beste strategische zet voor de betreffende organisatie zou zijn. Door mijn opleiding als econoom bestond mijn vroege werk uit het bouwen van modellen hoe marketing werkt. Later werkte ik aan het ontwerpen van nieuwe concepten voor marketingtheorie en -praktijk, waaronder concepten als demarketing, sociale marketing, megamarketing, synchromarketing, locatiemarketing, persoonsmarketing, etc. Ik herinner me een opmerking van mijn mentor Paul Samuelson die zei 'Het is al moeilijk genoeg om theorie te ontwikkelen, laat staan om de tijd te nemen haar te bewijzen. Dat werk kan door anderen gedaan worden.'".
Kotler doet veel voor bedrijven, journalisten en studenten op het gebied van marketing.
Nederlandse hoogleraren marketing kozen zijn boek, 'Marketing Management' als het meest invloedrijke marketingboek ooit. Op 3 september 2007 verleende Nyenrode Business Universiteit een eredoctoraat aan Philip Kotler.